# Hydnophytum confertifolium
Hydnophytum confertifolium är en måreväxtart som beskrevs av Elmer Drew Merrill och Lily May Perry. Hydnophytum confertifolium ingår i släktet Hydnophytum och familjen måreväxter. Inga underarter finns listade i Catalogue of Life.